# HMS Active (fragata Tipo 31)
La HMS Active será la segunda de las cinco fragatas Tipo 31 de la Royal Navy.
Está previsto en 2023 el inicio de su construcción, a cargo de Babcock International. Su nombre anunciado en 2021 en honor a la fragata Tipo 21 HMS Active que combatió de la guerra de las Malvinas significa la defensa de los intereses británicos de ultramar. El plan para el proyecto Tipo 31 prevé que las cinco unidades de la clase estén en servicio en febrero de 2030.

## Construcción
La construcción del HMS Active comenzó con una ceremonia de corte de acero en Rosyth Dockyard el 23 de enero de 2023. A la ceremonia asistieron dignatarios y veteranos que sirvieron en su homónimo durante la Guerra de las Malvinas. El barco se construirá dentro del Venturer Hall, que puede construir dos barcos en paralelo.